# 伊東観光フリーパス
伊東観光フリーパス（いとうかんこうフリーパス）は、東海自動車（東海バス）と小田急電鉄が発売している企画乗車券である。

## 東海バス
伊東市内の大半における東海バス（主に伊豆東海バス伊東事業所管内）の路線で乗り降り自由となる。また17箇所の伊東地域の施設で優待も受けられる。
有効期限は、使用開始日も含めて当日のみ。ただし旅行代理店で事前に購入し、現地の東海バス案内所でフリーパスを受け取った場合は2日間。

## 小田急電鉄
小田急線発駅 - 小田原線小田原駅、東海道本線小田原駅 - 熱海駅間、伊東線熱海駅 - 伊東駅間の往復乗車券と、東海バスのフリーパスを組み合わせたもの。
有効期間は、使用開始日を含めて2日間。

## 発売箇所
東海バス
現地の東海バス案内所または主な旅行代理店
小田急電鉄
小田急線主要駅または小田急トラベル主要営業所